# 美国消防协会
美国消防协会（National Fire Protection Association，简称NFPA）成立于1896年11月6日，总部位于美国马萨诸塞州昆西，成立宗旨為減少全球對於火災或其他相關災害所帶來的損失，並致力于倡導防火灭火的共識，提供防火消防相關训练與设备，以及制訂安全相关的标准的規範和维护。
常见的由NFPA制定的标准有NFPA 70（美国国家电工标准）和NFPA 704（材料危害性应急标识系统）。

目前NFPA美國消防協會也於每年約6月在美國舉辦消防防火展。